# Eurychoria perata
Eurychoria perata là một loài bướm đêm trong họ Geometridae.